# Querétaro Fútbol Club
Il Querétaro Fútbol Club è una società calcistica messicana con sede a Santiago de Querétaro. Milita nella Liga MX, la massima serie del campionato messicano di calcio.
Fondato nel 1950, ad inizio anni '80 ha cambiato nome in Gallos Blancos de la UAQ e si è successivamente fuso con il Club Querétaro nel 1998. I calciatori della squadra sono soprannominati Gallos Blancos (galli bianchi) o Albiazules (biancazzurri).

## Storia

### Esordi
Nel 1949 la federazione calcistica del Messico istituì la Segunda División (seconda divisione), invitando anche il Querétaro a parteciparvi. Alfonso Niembro, presidente dell'Asociación Queretana de Fútbol, e Raúl Ayala, rappresentante nazionale del Querétaro, con l'aiuto di molti appassionati locali di calcio, decisero di organizzare un torneo la cui vincitrice avrebbe rappresentato la città di Querétaro nella neonata divisione. Il torneo fu vinto da una compagine di nome Los Piratas, che una volta rinominata Club Querétaro A.C. si unì a Irapuato, CD Zacatepec, Toluca, Deportivo Morelia e La Piedad per fondare la Segunda División.
Il club fu fondato ufficialmente l'8 luglio 1950 con il nome Querétaro Fútbol Club. Il giornalista Herrera Pozas diede poi alla squadra il soprannome di Gallos Blancos (galli bianchi) per lo spirito pugnace e la divisa bianca. La squadra raccolse subito un folto seguito e sfiorò la promozione in Primera División. La stagione più memorabile fu quella 1976, quando il Querétaro raggiunse la finale per la promozione, ma perse contro l'Atlante dando vita a numerosi scontri fra le due tifoserie al termine del match.

### Rivalità con gli Atletas Campesinos e primo fallimento
A metà degli anni '70 fu fondato l'Estudiantes Querétaro, squadra composta da studenti che volevano affermarsi nel campionato messicano. La nuova società divenne ben presto una rivale dei Gallos Blancos, ma nel 1977 l'imprenditore Armando Presa acquistò entrambi i club rinominandoli: il club studentesco divenne Atletas Campesinos mentre l'originario Querétaro assunse la denominazione Atletas Industriales.
I due club rivaleggiarono per due sole stagioni. Infatti gli Atletas Campesinos vennero promossi in Primera División nel 1979-1980 e vi rimasero fino al 1982 quando cedettero la franchigia al Tampico Madero scomparendo per alcuni decenni.
Gli Atletas Industrales disputarono invece un'altra stagione in seconda divisione prima di cedere la franchigia all'Atlético Valladolid e ripartire dalle serie inferiori.
Nel corso degli anni '80 e '90 il club fu rappresentato da due diverse squadre: i Gallos Blancos de la UAQ, diretti successori del club fallito nel 1981 ed il Club Querétaro, nato nel 1988. Dalla fusione di queste due società avvenuta nel 1998 nacque il Querétaro protagonista in Primera División a partire dagli anni '2000.

### Rinascita come Gallos Blancos de la UAQ
Dopo il fallimento degli Atletas Industriales i diritti di gestione della squadra passarono all'Università Autonoma di Querétaro (UAQ), che diede al sodalizio il nome di Gallos Blancos de la UAQ. Inizialmente partito in Tercera División, guadagnò la promozione in seconda serie al termine della stagione 1983-1984.
Il club, arricchito da calciatori di valore come René Montalvo, Salvador "Zurdo" Ochoa e José de Jesús Torruco, arrivò di nuovo in finale dei play-off nella stagione 1986-1987, dove si apprestò ad affrontare il Correcaminos UAT. Dopo il pari per 0-0 allo Stadio Marte R. Gómez, sulla strada del ritorno da Ciudad Victoria a Santiago de Querétaro l'autobus che trasportava i giocatori rimase coinvolto in un incidente stradale in cui morirono tre importanti calciatori. La finale fu rimandata di un mese, ma il club venne sconfitto dopo una terza partita disputata allo Stadio Azteca.
Nel biennio 1988-1990 nacque un'accesa rivalità con il Club Querétaro, giunto in seconda divisione sfruttando il posto lasciato vacante del Santos Laguna l'anno precedente.
Nel 1992 i Gallos Blancos vennero retrocessi in Tercera División, facendo ritorno nella serie superiore l'anno successivo. In vista della stagione 1994-1995 furono inclusi fra i club fondatori della nuova seconda divisione messicana denominata Primera "A", ma retrocessero al termine dell'annata.
Nel 1996 l'Università Autonoma di Querétaro visse una profonda crisi economica e cedette la franchigia ad un impresario di Hermosillo. Due anni più tardi vi fu una fusione con il Club Querétaro che diede vita ai Gallos Blancos de Querétaro, precursore del moderno Querétaro F.C.

### Rivalità con il Club Querétaro e fusione
Il Club Querétaro fu fondato nel 1988 sfruttando il posto lasciato vacante dal Santos Laguna, che aveva a sua volta acquistato una franchigia di Primera División. La squadra divenne ben presto una fiera rivale dei Gallos Blancos de la UAQ in seconda divisione.
Dopo due stagioni di insuccessi l'impresario José Antonio García acquistò la franchigia del Tampico Madero guadagnando un posto in Primera División. Rimase nel massimo livello del calcio messicano per quattro stagioni, al termine delle quali retrocesse direttamente in Segunda División nel frattempo diventata terza serie del calcio messicano.
Nel 1998 si fuse con i Gallos Blancos de la UAQ

### Querétaro F.C. (2002-2012)
Nel 2002 i 'Gallos Blancos' acquistarono la franchigia del La Piedad, società militante in Primera División tornando al nome delle origini, Querétaro F.C.. Nelle due stagioni seguenti ottenne risultati mediocri non riuscendo a qualificarsi per la Liguilla in nessuno dei quattro tornei disputati. Nel 2004 la federcalcio messicana decise di ridurre il numero di squadre in massima serie da venti a diciotto perciò escluse Querétaro ed Irapuato, le compagini con una situazione finanziaria più critica. In quello stesso anno il Querétaro F.C. acquistò la franchigia di un club di seconda divisione appena scomparso, i Leones de Morelos.
Nel 2005 vinse il Torneo di Clausura di Primera "A" e si ritrovò a disputare la finale per la promozione contro il San Luis. L'incontro, giocato a San Luis Potosí, si concluse con una vittoria dei padroni di casa per 3-2. Le controverse decisioni arbitrali e gli scontri tra le due tifoserie contribuirono a creare una contrapposizione tra le due squadre che sussiste ancora oggi.
Il 28 maggio 2006 fu promosso in Primera División dopo aver battuto l'Indios nel Torneo di Clausura ed il Puebla (vincitore dell'Apertura) nello spareggio promozione con il risultato complessivo di 5-1. La permanenza nella massima divisione messicana durò una sola stagione, il club infatti si ritrovò a lottare per la salvezza contro il Santos Laguna e retrocesse a causa della sconfitta contro l'Atlas all'ultima giornata avvenuta in contemporanea alla vittoria del club biancoverde sul Cruz Azul.
Prima dell'inizio della stagione 2007-2008 vi uno scambio di franchigie con il Monarcas Morelia che portarono il Querétaro a cedere la franchigia a questi ultimi e contemporaneamente ad acquisire quella del Club Celaya. Dopo una stagione da dimenticare in cui mancò l'accesso alla Liguilla in entrambi i tornei, centrò la promozione al termine del campionato seguente, forte di un attacco dove spiccava il nome di Mauro Gerk, vincendo il Torneo di Apertura contro l'Irapuato e battendo ai calci di rigore il Mérida FC nello spareggio. Particolarità di questa sfida fu il fatto che ai tiri di rigore andarono a segno tutti i giocatori in campo eccetto l'undicesimo calciatore del Mérida, il cui tiro fu parato dal portiere José Guadalupe Martínez.

### Il Querétaro presenza stabile in massima serie (2012-oggi)
Tornato in massima serie, il club si stabilizzò per alcune stagioni salvo retrocedere sul campo al termine della Clausura del 2013. Tuttavia il Grupo Delfines acquistò il titolo sportivo dei Jaguares riallocando la squadra in Primera División. Questo trasferimento comportò anche lo spostamento del San Luis a Tuxtla Gutiérrez, provvedimento che riportò la massima serie anche in quest'ultima città. Il Querétaro divenne partner del Grupo Televisa, ultima squadra a poterlo fare dopo la privatizzazione di TV Azteca. Inoltre il logo fu leggermente modificato, con la terza fascia che divenne arancione.
Poco dopo il proprietario del club, Amado Yáñez, fu indagato per frode ai danni del gruppo finanziario Banamex e la squadra fu posta in amministrazione controllata. In seguito fu acquistata da Grupo Imagen e Grupo Empresarial Ángeles, che fecero uscire il club dalla galassia Televisa e, con il lancio di Imagen Televisión nell'ottobre 2016, i Gallos Blancos ebbero un nuovo partner.
Nel settembre 2014 venne annunciato l'acquisto di Ronaldinho, fuoriclasse brasiliano 34enne rimasto svincolato dopo la sua ultima esperienza al Milan che aiutò il club a raggiungere la sua prima finale per la conquista del titolo nel torneo di Clausura 2005, dove fu sconfitto dal Santos Laguna che si impose per 5-0 all'andata rendendo vano il 3-0 del club nerazzurro nel match di ritorno. Il Querétaro si qualificò comunque per la seguente edizione di CONCACAF Champions League, dove fu eliminato in semifinale del Tigres UANL.
La stagione 2016-2017 portò i primi titoli per i Gallos Blancos. Nonostante il rendimento sottotono in campionato, riuscì a trionfare nella Copa México del torneo di Apertura, sconfiggendo in finale il Guadalajara ai calci di rigore. Sei mesi dopo arrivò anche la vittoria in Supercopa MX, questa volta contro l'América, vincitrice della Copa México di Clausura, con il punteggio di 2-0.

## Cronistoria del nome
- Querétaro F.C.: (1950-1977) Nome ufficiale del club fondato a Querétaro.
- Atletas Industriales: (1977-1981) Nome assunto dopo l'acquisizione da parte di Armando Presa.
- Gallos Blancos de la UDQ: (1981-1998) Nome assunto dopo la cessione del club all'Universidad de Querétaro.
→ Club Querétaro: (1988-1998) Club nato nel 1988, sul finire degli anni '90 si fuse con i Gallos Blancos de la UDQ.
- Gallos Blancos de Querétaro: (1998-2002) Nome assunto dopo la fusione con il Club Querétaro.
- Querétaro F.C.: (2002-) Nome assunto dopo l'acquisizione del La Piedad.

## Organico

### Rosa 2024-2025
| N. |                      | Ruolo | Calciatore       |
| -- | -------------------- | ----- | ---------------- |
| 2  | Messico (bandiera)   | D     | Omar Mendoza     |
| 3  | Messico (bandiera)   | D     | Óscar Manzanarez |
| 4  | Argentina (bandiera) | D     | Franco Russo     |
| 5  | Messico (bandiera)   | C     | Kevin Escamilla  |
| 6  | Paraguay (bandiera)  | D     | José Canale      |
| 7  | Venezuela (bandiera) | C     | Samuel Sosa      |
| 8  | Messico (bandiera)   | C     | Pablo Barrera    |
| 10 | Argentina (bandiera) | C     | Lucas Rodríguez  |
| 11 | Messico (bandiera)   | C     | Alan Medina      |
| 12 | Messico (bandiera)   | C     | Jaime Gómez      |
| 13 | Messico (bandiera)   | P     | Carlos Higuera   |
| 14 | Argentina (bandiera) | C     | Federico Lértora |
| 15 | Messico (bandiera)   | C     | Víctor López     |

| N.  |                      | Ruolo | Calciatore          |
| --- | -------------------- | ----- | ------------------- |
| 17  | Messico (bandiera)   | D     | Francisco Venegas   |
| 18  | Messico (bandiera)   | A     | Ronaldo Cisneros    |
| 20  | Messico (bandiera)   | A     | Misael Domínguez    |
| 21  | Ecuador (bandiera)   | C     | Ayrton Preciado     |
| 22  | Argentina (bandiera) | C     | Martín Río          |
| 23  | Messico (bandiera)   | P     | Salim Hernández     |
| 24  | Messico (bandiera)   | D     | Brayton Vázquez     |
| 25  | Messico (bandiera)   | P     | Guillermo Allison   |
| 30  | Messico (bandiera)   | D     | Jesús Piñuelas      |
| 33  | Messico (bandiera)   | D     | Pablo Ortiz         |
| 189 | Messico (bandiera)   | D     | Sebastián Hernández |

## Palmarès

### Competizioni nazionali
- Campionato messicano di seconda divisione: 3

2005 (C), 2006 (C), 2008 (A)
- Campeón de Ascenso: 2

2005-2006, 2008-2009
- Copa México: 1

2016
- Supercopa MX: 1

2017

### Altri piazzamenti
- Liga MX

Secondo posto: Clausura 2015
- CONCACAF Champions League:

Semifinalista: 2015-2016
- Campeón de Ascenso

Finalista: 2004-2005
- Campionato messicano di seconda divisione

1955-1956, 1976-1977, 1986-1987
- Campionato messicano di terza divisione

1968-1969, 1969-1970, 1982-1983

## Altre franchigie
Nel corso degli anni anche altre franchigie minori sono sorte nella città di Querétaro:

### Lobos de Querétaro
Nato nel 1967, venne promosso nella seconda serie del calcio messicano al termine della stagione 1970-1971 e vi rimase una sola stagione prima di venire squalificato per debiti.

### Cobras de Querétaro
Dopo la costruzione dello Stadio Corregidora, alla metà degli anni '80, una delle maggiori aziende televisive del Messico decise di acquistare una squadra di calcio della Segunda División, cui diede il nome di Cobras de Querétaro. La squadra conseguì la promozione in Primera División slotto la guida di Jorge "Coco" Gómez nel 1986, ma alla fine della stagione 1986-1987 retrocesse in Segunda División e fu spostata a Ciudad Juárez.

### Atlante Querétaro
In vista del torneo 1989-1990 di Primera División l'Atlante si trasferì da Città del Messico a Querétaro per via di alcuni problemi economici. La squadra retrocesse al termine della stagione e tornò a giocare nella capitale.

### T.M. Gallos Blancos
A causa di alcuni problemi con il proprio stadio il Tampico Madero disputò nove incontri della stagione 1994-1995 di Primera División nella città di Querétaro, assumendo tale denominazione.

### Halcones de Querétaro
Nacque al termine della stagione 1996-1997 dopo aver acquisito la licenza dei Guerreros de Acapulco e fu fino al 2001 l'unico rappresentante della città di Querétaro nelle prime divisioni messicane. Scomparve dopo il ritorno del Querétaro F.C. in seconda divisione.